# Градска општина Црвени крст
Општина Црвени крст је градска општина града Ниша. Њен тренутни председник је Мирослав Милутиновић из Српске напредне странке.
Настала је 2002. године и обухвата део насеља Ниш и више самосталних насеља. Део насеља Ниш који се налази у овој градској општини обухвата следеће месне заједнице:
- Насеље 12. фебруар (Ниш)
- Доњи Комрен
- Насеље Ратко Јовић
- Медошевац
- Насеље Стеван Синђелић
- Шљака
- Београд мала
- Насеље Бранко Бјеговић
- Горњи Комрен

Сеоска насеља у овој општини су:
- Берчинац
- Веле Поље
- Вртиште
- Горња Топоница
- Горња Трнава
- Доња Топоница
- Доња Трнава
- Кравље
- Лесковик
- Мезграја
- Миљковац
- Палиграце
- Паљина
- Поповац
- Рујник
- Сечаница
- Суповац
- Трупале
- Хум
- Чамурлија

Укупан број становника општине (укључујући и део насеља Ниш) износи 32.301 по попису становништва 2011. године, а површина општине је 181,53 km² што је чини територијално највећом градском општином Ниша. На простору општине одржавају се значајни фестивали као што су: Нишвил, Филмски сусрети, Наук није баук и такмичење у бацању бумеранга БумФест.

## Значајне институције
- Аутобуска станица Ниш
- Железничка станица Трупале
- Железничка станица Црвени крст
- Железничка станица Ниш ранжирна
- Аеродром Константин Велики Ниш
- Дуванска индустрија Ниш (у саставу компаније „Филип Морис“)
- Фабрика моторних пумпи „Јастребац“
- Супермаркет „Темпо“
- Градска пијаца
- Ауто-полигон и ауто-пијаца
- Касарна „Књаз Михаило“-део

## Образовне установе
- Универзитет у Нишу
- Машински факултет Универзитета у Нишу
- Грађевинско-архитектонски факултет Универзитета у Нишу
- Електронски факултет Универзитета у Нишу
- Електротехничка школа "Никола Тесла" Ниш
- Прва техничка школа "Милутин Миланковић"
- Грађевинска техничка школа Неимар
- Саобраћајна школа „12. фебруар“

## Институције културе
- Нишка тврђава
- Логор Црвени крст
- Музеј 12. фебруар
- Летња позорница у Тврђави
- Галерија савремене ликовне уметности (Галерија у Тврђави и Павиљон 77)

## Галерија
- Улаз у Нишку тврђаву
- Електронски факултет у Нишу
- Машински и Грађевински факултет
- Зграда Универзитета у Нишу
- Електротехничка школа "Никола Тесла"